# Ryuichi Hirashige
Ryuichi Hirashige (født 15. juni 1988) er en japansk fodboldspiller, som spiller for den japanske fodboldklub Thespakusatsu Gunma.